# Ernst Hottenroth
Pour les articles homonymes, voir Hottenroth.
Ernst Joseph Hottenroth, né le 12 mars 1872 à Francfort-sur-le-Main et mort le 27 février 1908 à Dresde, est un sculpteur allemand. 

## Biographie
Hottenroth est le fils du sculpteur Joseph Hottenroth. Il reprend le métier de son père et travaille d'abord à Berlin comme tailleur de pierre sous la direction d'Otto Lessing pour la décoration sculpturale du bâtiment du Reichstag, puis comme assistant dans un atelier de stuc, pour lequel il dirige indépendamment des œuvres ornementales à la Neuer Marstall à Berlin et au Théâtre central de Dresde (de). À Dresde, Hottenroth devient indépendant.
Sa dernière demeure est au 3 Dürerplatz à Dresde. Il y meurt en 1908 et est inhumé à l'ancien cimetière catholique de Friedrichstadt, à Dresde.